# 上海交通大学医学院
上海交通大学医学院位于中国上海市市中心的重庆南路，是中国一所国立医科院校，也是中国历史最为悠久的医科院校之一。

## 历史
圣约翰大学医学院（1896－1952）、震旦大学医学院（1911－1952）、同德医学院（1918－1952）于1952年上海高等学校院系调整时合并成立上海第二医学院。上海交通大学医学院校徽中的“J·A·T”代表这三所医学院。1985年，更名为上海第二医科大学。2005年7月18日，上海第二医科大学与原上海交通大学合并，在原上海第二医科大学和原上海交通大学医学院的基础上，组建上海交通大学医学院。

## 历任校（院）长
- 1952.10－1953.12 宫乃泉（书记，院长）
- 1953.12－1958.2 孙仲德（书记，院长）
- 1958.2－1966 关子展（书记，院长）
- 1972.8－1979.4 左英（书记）
- 1979.8－1984.4 李向群（书记）
- 1986.8－1991.5 潘家琛（书记）
- 1991.5－1997.6 余贤如（书记）
- 1978.8－1984.3 兰锡纯（院长）
- 1984.3－1988.1 王振义（校长）
- 1988.1－1997.7 王一飞（校长）
- 1997.7－1999.9 李宣海（书记）
- 1997.7－2003.3 范关荣（校长）
- 2003.3－2006.3 沈晓明（校长）
- 2006.3－2010.10 朱正纲（院长）
- 2010.10－2021.3 陳國強（院长）
- 2021.3－范先群（院长，党委副书记）

## 學術地位
在2012年第三轮学科评估中，在全国內地高等院校评估中，上海交通大学临床医学位列全国第1、口腔医学全国第2、基础医学全国第3，生物医学工程第3，护理学第5，药学第10，公共卫生与预防医学第10。自2009年起，医学院的国家自然科学基金数、国家三大奖数、SCI论文数在全国医学院中均排名第一，ESI排名全国第二，仅次于北京协和医学院（中国医学科学院），优势学科中以内科学（血液、呼吸、消化、风湿、心内、肾病、内分泌）、外科学（整形外科、骨科、烧伤、普外）、儿科学、口腔医学最为出名。

## 院系设置
- 基础医学院
- 公共卫生学院
- 护理学院
- 上海-渥太华联合医学院
- 儿科学院
- 继续教育学院
- 中法联合医学院
- 全球健康学院
- 瑞金临床医学院
- 仁济临床医学院
- 新华临床医学院
- 九院临床医学院
- 口腔医学院
- 一院临床医学院
- 六院临床医学院
- 儿童中心临床医学院
- 检验系
- 营养系
- 医学影像系
- 妇产科学系
- 麻醉与危重病学系
- 精神卫生系
- 耳鼻咽喉科学系
- 病理学系
- 药学系

## 校园

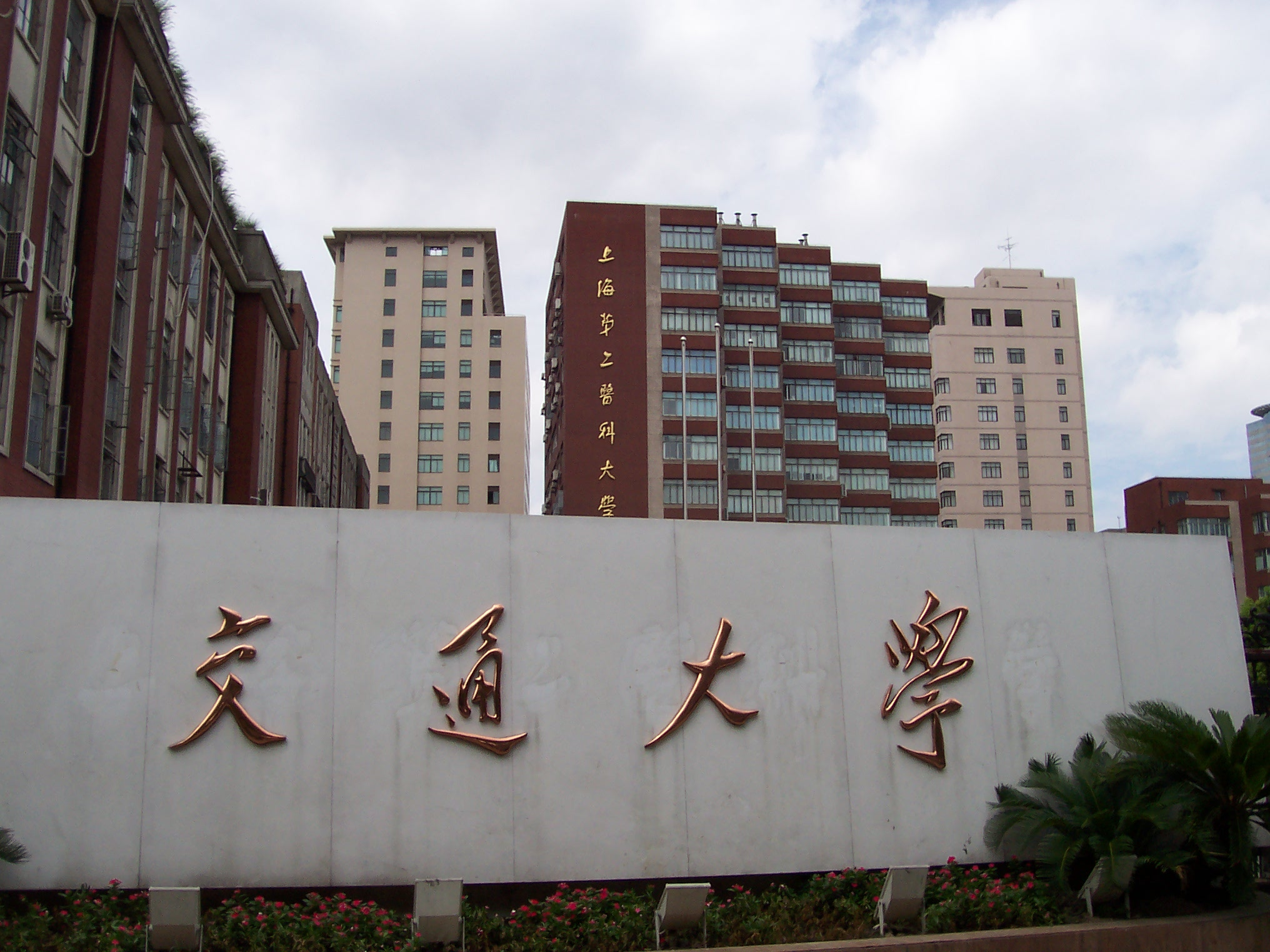
医学院校门

上海交通大学医学院校園即天主教震旦大学的校园，始建于1908年，全为红色法式建筑。校园内部分建筑已被列入第二批上海市优秀近代建筑。

## 附属医院

### 直属医学院
- 上海交通大学医学院附属瑞金医院（优势学科：内分泌、血液、烧伤、微创外科、机器人外科、胰腺外科、消化、呼吸内科、神内、传染）
- 上海交通大学医学院附属仁济医院（优势学科：泌尿外科、消化、风湿、妇产科）
- 上海交通大学医学院附属新华医院（优势学科：儿科）
- 上海交通大学医学院附属第九人民医院（优势学科：整形外科、口腔、骨科、眼科）
- 上海儿童医学中心（优势学科：小儿心胸外科）

### 直属上海市卫生健康委员会
- 上海市第一人民医院（优势学科：眼科、泌尿外科）
- 上海市第六人民医院（优势学科：骨科、内分泌、B超）
- 上海市儿童医院
- 上海市胸科医院
- 上海市精神卫生中心

### 直属中国福利会
- 中国福利会国际和平妇幼保健院

### 直属长宁区卫生和计划生育委员会
- 上海市同仁医院

### 其他合作机构
- 苏州九龙医院有限公司

## 知名校友
- 陈竺
- 林佳楣
- 陈中伟
- 陈敏章
- 陈赛娟
- 鄺安堃
- 石美玉
- 余㵑
- 兰锡纯
- 倪葆春
- 黄铭新
- 胡文耀
- 曹可凡
- 戴尅戎
- 宁光
- 王振义
- 叶衍庆
- 高镜朗
- 楊樹蔭：原上海第二醫科大學校友，九一一襲擊事件時美國航空77號班機罹難乘客之一[1]。